# Die Farbe des Chamäleons
Die Farbe des Chamäleons ist ein Film von Jürgen Klaubetz, der im Oktober 2020 bei den Hofer Filmtagen erstmals gezeigt wurde.

## Handlung
Nachdem Paul anfänglich noch in der Tasche seines toten Freundes herumstöbert, stiehlt er schon bald Taschen anderer Menschen. Er taucht in die Leben der Bestohlenen ein, nicht nur, wenn er die Taschen durchsucht. So hat die Malerin Anna noch nie zuvor jemandem ihre Werke gezeigt, bis Paul auftaucht und damit ihre Bilder für immer verändert. Die Managerin Katrin beginnt ihr Leben neu zu ordnen, als sich Paul in ihres drängt.

## Produktion

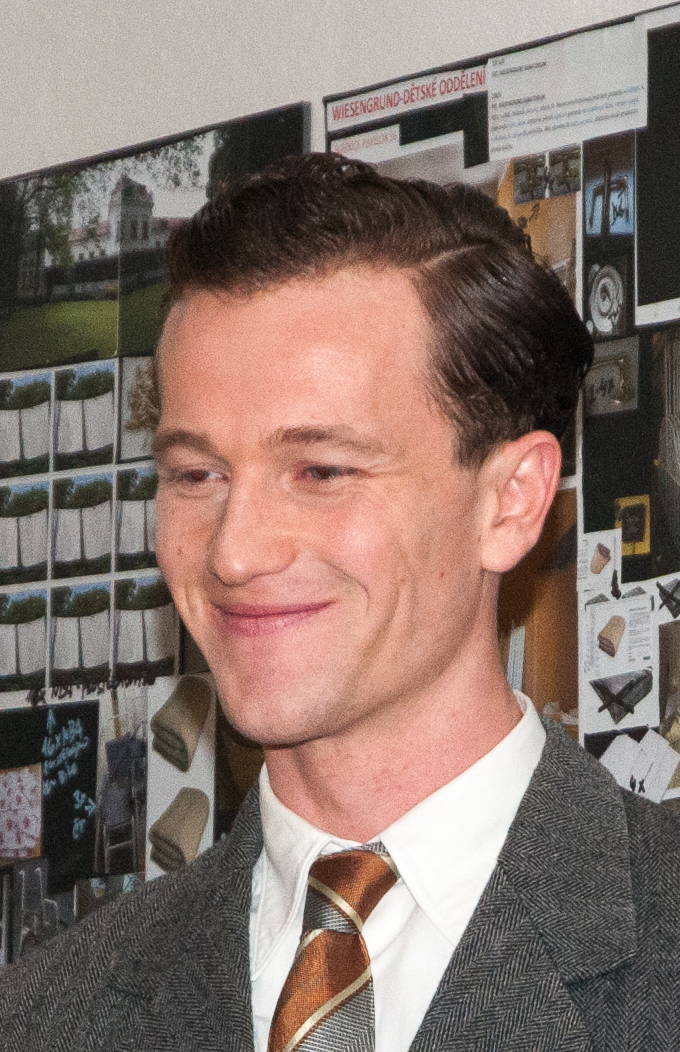
Artjom Gilz spielt in der Hauptrolle Paul Stern

Es handelt sich bei Die Farbe des Chamäleons um das Regie- und Drehbuchdebüt von Jürgen Klaubetz. Er wurde zu dem Film von einer Unfallsituation inspiriert, in die er geriet. Als er die Unfallstelle überblickte, sah er dort eine offene Tasche liegen, aus der Sachen fielen, was ein sehr lebendiges Bild bot und im Kontrast zu den beiden toten Menschen stand.
Artjom Gilz spielt in der Hauptrolle Paul Stern. In weiteren Rollen sind Canan Samadi als die Managerin Katrin und Katrine Eichberger als die Künstlerin Anna zu sehen, mit denen Paul Affären beginnt.
Die Dreharbeiten fanden von September 2016 bis September 2017 in Wien und der Steiermark statt.
Die Weltpremiere war am 22. Oktober 2020 bei den Hofer Filmtagen. Die Österreichpremiere soll am 13. März 2022 im Rahmen der Österreich-Filmreihe „einsA“ in den Breitenseer Lichtspielen in Wien stattfinden.

## Auszeichnungen
Diagonale 2021
- Nominierung im Spielfilmwettbewerb[6]